# Masao Baba
Masao Baba (馬場 正郎  Baba Masao?,  7 de enero de 1892-7 de agosto de 1947) fue un general del Ejército Imperial Japonés que comandó las fuerzas militares terrestres japonesas en la Campaña de Borneo de 1945 en los últimos meses de la Segunda Guerra Mundial.

## Biografía

### Inicios
Baba nació en la Prefectura de Kumamoto, hijo del teniente Baba Masayuki, un oficial del Ejército Imperial Japonés (EIJ), y de su esposa. Asistió a academias militares en su adolescencia, iniciando en la Escuela de Cadetes de Hiroshima, cuyo currículo se basaba en preceptos prusianos. Se graduó en la Escuela del Ejército Imperial en diciembre de 1912, especializándose en caballería. Como teniente segundo, le fue asignado el Quinto Regimiento de Caballería del EIJ.
En noviembre de 1921 se graduó en la Escuela Militar Imperial. Permaneció en la caballería a lo largo de su carrera, y estuvo vinculado a la Inspección de Caballería de 1933 a 1935, donde se desempeñó como instructor en la escuela de caballería. En 1935, Baba fue ascendido a coronel y posteriormente recibió el mando del Segundo Regimiento de Caballería del EIJ desde 1935 hasta 1938.
En julio de 1938, Baba fue ascendido a general de división y se desempeñó como oficial al mando de la Tercera Brigada de Caballería del EIJ hasta 1939. Desde 1939 a 1940 se desempeñó como oficial de personal en la Inspección de Caballería. Se convirtió en el comandante en jefe de todas las operaciones de caballería desde el 2 de diciembre de 1940 hasta el 1 de octubre de 1941. Durante la segunda guerra sino-japonesa fue enviado a la Mongolia Interior para desarrollar operaciones de caballería. En agosto de 1941, Baba fue promovido a teniente general.

### Segunda Guerra Mundial
Con el comienzo de la Segunda Guerra Mundial, Baba fue asignado como comandante de la División n.º 53 de la IJA, puesto que ocupó el 25 de septiembre de 1943 cuando fue nombrado comandante de la Cuarta División del EIJ en Sumatra. Posteriormente se convirtió en comandante en jefe del Trigésimo Séptimo Ejército Japonés con base en Borneo.
En Borneo, Baba lideró operaciones antiguerrilla en el interior de la isla. La reconquista de Borneo por parte de las fuerzas aliadas dio inicio el 1 de mayo de 1945 con el desembarco del ejército australiano en Tarakan y con otros desembarcos en Brunéi y Labuán el 10 de junio. Las fuerzas japonesas se rindieron el 9 de septiembre, con el general Baba entregando formalmente su espada al general australiano George Wootten en Labuán el 10 de septiembre. Baba fue dado de baja oficialmente del Ejército Imperial Japonés en abril de 1946.

### Juicio y ejecución
Baba fue arrestado en enero de 1947 bajo sospecha de estar involucrado en crímenes de guerra y llevado a Rabaul para ser juzgado. Fue acusado de responsabilidad de mando por las Marchas de la muerte de Sandakan, durante las cuales más de 2000 prisioneros de guerra australianos perdieron la vida. En el juicio se presentaron pruebas de que Baba estaba al tanto de la precaria condición de los prisioneros, pero dio órdenes directas para que se ejecutara la segunda marcha. El juicio comenzó el 28 de mayo de 1947 y concluyó ocho días después, el 5 de junio de 1947 con una sentencia de muerte. Baba fue colgado el 7 de agosto de 1947.